# 奧得河畔克羅斯諾縣

52°2′N 15°6′E / 52.033°N 15.100°E
奧得河畔克羅斯諾縣（波蘭語：Powiat krośnieński），是波蘭的縣份，位於該國西部，由盧布斯卡省負責管轄，首府設於奧得河畔克羅斯諾，面積1,390平方公里，2006年人口56,463，人口密度每平方公里41人。